# 妖怪手錶3
《妖怪手表3》是Level-5开发并发行的角色扮演游戏，和2014年前作《妖怪手表2》同样对应任天堂3DS平台。作品分为《妖怪手錶3 壽司》和《妖怪手錶3 天婦羅》两个版本，于2016年7月16日在日本推出。與前作不同的是，在本作中遊戲添加了美利堅妖怪。2016年12月15日，略微强化的第三版《妖怪手表3 壽喜燒》以及《妖怪手錶3 壽司／天婦羅 剋星遊戲包》在日本推出。‬

## 登場角色

### 主要人類角色
天野景太
國小5年級生，11歲。五年二班。就讀日本櫻花新誠櫻花第一小學五年二班。留著髮型微澎、往上翹了三根，極度普通的頭型。
未空稻穗
就讀日本櫻花新誠櫻花第一小學，妖怪USA蹦的搭檔。

### 主要妖怪角色
威斯帕
幽靈造型的妖怪管家。
吉胖喵
紅色貓又造型的地縛靈，生前曾被卡車撞死。
小石獅
KK兄弟
居住於美國的KK兄弟。
USA蹦

## 故事

### 美國
景太的父親因工作需要，需轉移到美國工作，所以天野一家決定集體移居到美國生活。但在移居到美國后的景太發現，美國本土也存在者各種各樣的美利堅妖怪⋯

### 日本
某天，未空稻穗去买宇宙美少女的限量手办，当排队的队伍到她的时候刚好卖完，正当她失落的想回去睡午觉时，听到了一个叫做“宇宙手表”的商品对其唱著：“买下去，买下去，快点买下去”便决定将它买下。隔天，她在学校用手表看到一个黑影，以为那是外星人，却不知道那其实是USA蹦。回家后，用妖怪手表拚命地照，好不容易才发现USA蹦。USA蹦就对她介绍自己跟妖怪手表U。

## 遊戲玩法

### 妖怪手錶
玩家可在鐘錶店內升級妖怪手錶的等級，妖怪手錶的等級可分為E、D、C、B、A、S。等級越高的妖怪手錶，可發現更強大的妖怪。
本作取消了前作的透鏡掃描妖怪的方式，而將其改成類似於射擊形式去發現妖怪。

### 戰鬥方式
本作取消了輪盤戰鬥方式，採用了九宮格戰鬥方式。玩家可以九宮格內根據戰鬥狀況來移動妖怪的位置，以便躲避攻擊、觸發技能或是拾取補給品。由於採用九宮格戰鬥方式，妖怪們的必殺技範圍會生成一定的攻擊範圍。只有位於攻擊範圍的妖怪才能遭受攻擊。

### 妖怪合成
隨著遊戲故事的後續進展，玩家可以將多個物品或妖怪進行合成，以便強化妖怪的各項能力或得到特殊妖怪。

### 地圖
本作新添加了一個美國地圖。並允許玩家也可以操控兩名主角，在各自的地圖中探索。

### 交通系統
遊戲包含了簡單的交通系統，其目的是教育玩家在現實生活中遵守交通規則。在遊戲地圖中的某些道路上會有交通指示燈，玩家可以等待交通指示燈變為綠燈後穿行或者直接闖紅燈。多次闖紅燈玩家會有一定機率被其妖怪搭檔批評或遇到S級別的妖怪。

### 隨機事件

#### 鬼時間
遊戲中包含隨機挑戰事件：鬼時間，且該事件僅在夜晚發生。玩家在夜間出門時會有一定機率觸發鬼時間，當玩家進入鬼時間領域時，玩家可以在該領域內尋找稀有寶箱、擊敗赤鬼或者直接前往領域出口，脫出鬼時間領域。

#### 殭屍時間
本作中新添加了一項類似於鬼時間的特殊事件：殭屍時間。但此類事件僅在美國地圖的夜間模式下隨機發生。

#### 龍捲風
本作中在美國地圖中新添加了一項特殊事件：龍捲風事件。被吸入龍捲風的玩家需打敗裡面的妖怪，才可順利脫出。

### 天氣
遊戲中囊括了簡單的天氣系統，玩家可在妖怪Pad（Yo-Kai Pad）上檢視天氣預報和每日事件。

### 線上模式
玩家可在妖怪平板（Yo-Kai Pad）的多人對戰應用程式中與全球玩家對戰或是在妖怪交換應用程式中與全球玩家交換妖怪。除外，可在銀行或郵局中掃描QR碼或連接到網絡，以便獲得特殊禮物或限定妖怪。

### 其它
本作同時整合了遊戲《妖怪手表Busters》的部份內容。玩家可在天野家後院觸發此內容。
本作囊括了多種小遊戲，比如：太鼓達人、駕駛伐木舟等遊戲。

## 主題曲
「你交到了一位好朋友（ゆーがらお友達）」
作詞：motsu、高木貴司；作曲、編曲：菊谷知樹；歌：King Cream Soda

## 外部鏈接
- 官方网站
- 妖怪手錶 系列（页面存档备份，存于） （日語）